# 那拔镇
那拔镇，是中华人民共和国广西壮族自治区百色市田东县下辖的一个乡镇级行政单位。

## 行政区划
那拔镇下辖以下地区：
那拔村、六洲村、那练村、平王村、六柳村、福星村、坡洪村和六鲁村。